# Быть человеком
«Быть человеком» (англ. Being Human) — британский драматический сериал о жизни трёх нелюдей: вампира, оборотня и призрака, которые пытаются жить обычной человеческой жизнью. В 2011 году вышел американский ремейк с тем же названием.

## История создания
Сериал был создан Тоби Уайтхаузом, приложившим руку к созданию «Торчвуд» и «Доктор Кто». Пилотная серия была выпущена ещё в 2008 году, но продолжения сериал не получил. Полноценный первый сезон вышел в эфир спустя почти полтора года в 2009 году и при этом некоторые актёры были заменены. Сериал «Быть человеком» стал одним из популярных шоу BBC. Второму сезону суждено было увидеть свет в 21:30 10 января 2010 года. Рейтинг сериала остался одним из высоких и было принято решение, что третьему сезону быть в 2011 году.
Премьера третьего сезона состоялась 23 января 2011 года. Третий сезон собрал 1,8 млн зрителей, в связи с высокой популярностью сериала был запущен спин-офф под названием «Becoming Human», состоящий из восьми серий. Действия разворачиваютя после событий 2 серии 3 сезона «Быть человеком». Главный герой Адам — вампир пытается жить нормальной жизнью в новом колледже, где он встречает призрака Мэтта и оборотня Кристи. Вскоре они обнаруживают, что существует некая тайна, которую им предстоит раскрыть. BBC Three было объявлено, что «Быть человеком» продлён на четвёртый сезон, премьера которого состоялась 5 февраля 2012 года. Четвёртый сезон сериала опять собрал у телеэкранов Британии огромную аудиторию, и в марте 2012 было сообщено, что пятый сезон выйдет зимой 2013. Премьера пятого сезона состоялась 4 февраля 2013 года, этот сезон стал последним и история получила своё завершение.

## Сюжет
События разворачиваются в Великобритании. Город Бристоль. В одном доме живут трое: вампир, оборотень и привидение. Вампир силится не питаться человеческой кровью, но у него не шибко-то и получается. Оборотень жутко мучается каждое полнолуние из-за своего обращения в чудовище. Он каждый раз пытается сделать так, чтобы никто не пострадал. Привидение же — чудаковатое и слегка взбалмошное создание — в основном занимается уборкой дома и готовит чай, время от времени радуя некоторых людей своим присутствием.

## В ролях

### Главные герои
- Джон Митчелл (Эйдан Тёрнер (пилот — Гай Флэнеган)), 117-летний вампир, пытающийся контролировать жажду крови, обладает талантом легко входить в доверие. Работает санитаром в больнице. Считается одним из самых кровожадных вампиров, убившим несколько сотен человек в прошлом. На начало первого сезона несколько лет как отказался от крови. Во втором сезоне возглавил вампирскую общину Бристоля, пытался привить им политику отказа от крови.
- Джордж Сэндс мл. (Рассел Тови) — мягкий и кроткий парень, борющийся со своей двойной личностью человека-оборотня, оставил свою семью, боясь причинить им вред. Работает вместе с Митчеллом, пытается жить как обычный человек, но у него не всегда получается в связи с его ежемесячными преобразованиями, которые очень болезненны. Случайно заразил свою девушку ликантропией через царапину.
- Энни Клер Сойер (Ленора Кричлоу (пилот — Андреа Райсборо)) — болтливый призрак, отчаянно нуждающийся в компании и скучающий по своему бойфренду, с которым предстояло вступить в брак (в 1 сезоне). По мере развития сюжета Энни развивается как личность, равно как и возрастают её способности призрака.
- Нина Пикеринг (Шинейд Кинэн), девушка Джорджа, работает медсестрой. Вместе с царапиной получает от Джорджа и проклятие оборотня. Соглашается на «лечение» команды Кемпа.
- Хэл (Дэмьен Молони), вампир, которому более 500 лет, появился в сериале в 4 сезоне. Более 50-ти лет не пил крови, очень сдержан и спокоен.
- Томас (Майкл Сока), оборотень, появляется в 3 сезоне, в 4 же становится одним из основных персонажей.
- Алекс Миллер (Кейт Брекен), привидение.

### Второстепенные персонажи
- Аннабель Шолей (пилот — Доминик МакЭллигот) — Лорен, девушка, обращённая Митчеллом в вампира, желающая, чтобы Митчелл был с ней и пил кровь. Принадлежала к вампирской общине Бристоля. Убита Митчеллом по собственной просьбе из сострадания.
- Линдси Маршал — Люси Джагат, врач, пыталась завязать любовные отношения с Митчеллом чтобы использовать его. Ученая, доказывающая тезис о существовании «частицы зла». Входила в команду Кэмпа, убита им же.
- Дональд Самптер — Кэмп, пожилой священник, чью жену и дочь убили вампиры. Сформировал команду, преследующую вампиров и убивающую оборотней под видом их «исцеления». Предположительно убит Энни.
- Грегг Чиллин — Оуэн, жених Энни, убивший её в прошлом.
- Люси Гаскелл — Сэм, подруга Джорджа, имеет семилетнюю дочь Молли.
- Пол Рис — Айван, 250-летний вампир, помогающий Митчеллу научить других вампиров обходиться без крови. Погиб при взрыве похоронного бюро с остальной вампирской общиной.
- Эми Мэнсон — Дэйзи, вампир, девушка Айвана.
- Дин Леннокс Келли — Ли Тулли, оборотень, заразивший Джорджа. Погиб при «исцелении» от рук команды Кэмпа.
- Джейсон Уоткинс — Геррик, 170-летний вампир, обративший Митчелла, бывший глава вампирской общины Бристоля. Был убит Джорджем, возродился в конце 2 сезона. Окончательно убит Митчеллом в конце 3 сезона.

## Книги
| Номер | Название       | Название в оригинале | Автор                                    | Дата выхода         | ISBN                   |
| 1     | Дорога         | The Road             | Саймон Гьюрье (англ. Simon Guerrier)     | 4 февраля 2010 года | ISBN 978-0-09-191417-2 |
| 2     | Преследователи | Chasers              | Марк Михаловски (англ. Mark Michalowski) | 4 февраля 2010 года | ISBN 978-1-84607-899-6 |
| 3     | Дурная кровь   | Bad Blood            | Джеймс Гросс (англ. James Goss)          | 4 февраля 2010 года | ISBN 978-1-84607-900-9 |